# 313e régiment d'infanterie
Le 313e régiment d'infanterie (313e RI) est un régiment d'infanterie de l'Armée de terre française constitué en août 1914 avec les bataillons de réserve du 113e régiment d'infanterie.
À la mobilisation, chaque régiment d'active créé un régiment de réserve dont le numéro est le sien plus 200.

## Création et différentes dénominations
- Le 313e régiment d'infanterie quitte Blois pour les armées le 10 août 1914.
- Il est dissous le 7 décembre 1917 à Arcis-le-Ponsart et ses éléments dispersés entre les 203e, 231e, 339e, 340e R.I. et 4e régiment mixte de zouaves et tirailleurs.

## Chefs de corps
- du 9 août 1914 au 12 septembre 1915 : lieutenant-colonel puis colonel Joseph-Marie-Gustave de Bodin de Galembert.
- du 12 au 28 septembre 1915 : chef de bataillon Pierre-Louis-Alexis Goranflaux de la Giraudière (par intérim).
- du 28 septembre 1915 au 26 mars 1916 : lieutenant-colonel Marie-Antoine-Amédée Bondet (mortellement blessé le 26 mars 1916).
- du 26 au 28 mars 1916 : chef de bataillon Pierre-Louis-Alexis Goranflaux de la Giraudière (par intérim).
- du 28 mars 1916 au 14 mars 1917 : chef de bataillon puis lieutenant-colonel Edouard-Albert-Léonard Meurs.
- du 14 au 18 mars 1917 : chef de bataillon Jean-Gustave Ledoux (par intérim).
- du 18 mars au 20 novembre 1917 : chef de bataillon puis lieutenant-colonel Pierre-Louis-Alexis Goranflaux de la Giraudière.
- du 20 novembre au 7 décembre 1917 (date de dissolution du régiment) : chef de bataillon Charles-Louis-Joseph Borius.

## Historique des garnisons, combats et batailles

### Première Guerre mondiale

#### Affectation
- 5e Corps d'Armée en août 1914.
- 9e division d'infanterie de juin à décembre 1917

### 1914
- Bataille de la Marne

## Drapeau
Il porte, cousues en lettres d'or dans ses plis, les inscriptions suivantes :
- Vauquois 1915
- L'Aisne 1917

## Personnalités ayant servi au313eRI
- Léonce Marraud (1882-1914), lieutenant au régiment, tué à Lachalade le 31 octobre 1914. Son nom est inscrit au Panthéon parmi les 560 écrivains morts au champ d'honneur pendant la Première Guerre mondiale.